# Invasie van de Koerilen
De Invasie van de Koerilen, ook Landingsoperatie Koerilen (Russisch: Курильская десантная операция; Koerilskaja desantnaja operatsija) genoemd, was een militaire operatie door de Sovjet-Unie gericht op het veroveren van de Koerilen op Japan tussen 18 augustus en 1 september 1945 als onderdeel van Operatie Augustusstorm op het moment dat de plannen om Hokkaido te veroveren waren opgegeven. De basis voor de operatie vormden eerdere succesvolle operaties van het Sovjetleger in Mantsjoerije en Zuid-Sachalin (Zuid-Sachalinoperatie).

## Legereenheden
De operatie werd uitgevoerd door het 87e infanteriekorps (o.l.v. gardegeneraal-luitenant A.S. Ksenofontov) van het 16e Leger (o.l.v. generaal-luitenant L.G. Tsjeremisov) van het 2e Verre-Oostelijke Front en omvatte onderdelen van het Verdedigingsgebied Kamtsjatka (o.l.v. majoor-generaal A.R. Gnetsjko), oorlogsschepen en transportboten van de militaire basis van Petropavlovsk-Kamtsjatski (o.l.v. marinekapitein D.G. Ponomarjov) en werd ondersteund door de 128e luchtlandingsdivisie (78 vliegtuigen). In totaal zou de aanvalskracht hebben bestaan uit ongeveer 9.000 soldaten en officieren, 60 schepen, ongeveer 100 vliegtuigen en 205 stukken mortiergeschut.
De verdediging van de eilanden stond onder leiding van de Japanse bevelhebber luitenant-generaal Tsutsumi Fusaki en bestond uit de 91e Japanse infanteriedivisie op Shashukotan (Sjiasjkotan), Paramushiro (Paramoesjir), Shumushu (Sjoemsjoe) en Onekotan, de 42e divisie op Simushiro (Simoesjir), het 41e onafhankelijke regiment op Matsuwa (Matoea), de 129e onafhankelijke brigade op Uruppu (Oeroep) en de 89e infanteriedivisie op Etorofu (Itoeroep) en Kunashiri (Koenasjir). In totaal zou de troepensterkte ruim 80.000 man hebben bedragen, die de beschikking had over 60 tanks en 600 vliegtuigen, verdeeld over 9 vliegvelden. De belangrijkste troepensterkte bevond zich op Shumushu (ongeveer 8.500 man).

## Uitvoering
Het aanvalsplan van de sovjetleiding voorzag in een verrassingslanding met amfibievoertuigen in het noordwesten van Shumushu gevolgd door een snelle opmars naar de marinebasis Kataoka (nu Bajkovo) en het vliegveld Miyoshino, om het eiland zo snel in handen te krijgen en het vervolgens te kunnen gebruiken als bruggenhoofd voor het veroveren van de andere zuidoostelijker gelegen Koerileneilanden.
Op 18 augustus begon de aanval op Shumushu. Twee kustschepen, de mijnenlegger Ochotsk, 17 transportboten en 16 landingsvaartuigen landden met bijna 9000 matrozen, soldaten en officieren op de noordwestkust van Shumushu en het noorden van Paramushiro. De voorbereiding van de sovjetleiding bleek hierbij te kort te hebben geschoten. Van de eerste landingseenheid op Shumushu van 1500 man kwamen bijvoorbeeld maar 600 man aan land, hetgeen vooral veroorzaakt werd doordat de landingsboten de soldaten op 200 meter van de kust naar buiten lieten in water van 0 °C. De bittere strijd om het eiland duurde tot 19 augustus, toen de Japanse leiding van de eilanden Shumushu, Paramushiro en Onekotan zich overgaf. De strijd kostte volgens sovjetbronnen het leven aan meer dan 1500 Rode Legersoldaten en 1000 Japanse troepen (volgens Japanse bronnen 3000 sovjetdoden en -gewonden en 600 Japanse doden en 500 tot 700 gewonden). 400 vrouwelijke Japanse arbeiders wisten het eiland Shumushu tijdens de strijd net op tijd te verlaten.
Op 23 augustus werd de overgave getekend door de Japanse troepen als onderdeel van de algemene Overgave van Japan. In de dagen daaropvolgend werd daarom geen verzet meer geboden. Een detachement troepen van de 113e onafhankelijke infanteriebrigade (o.l.v. kapitein-luitenant G.I. Broensjtejn) voerde een landing uit in de Rubetzubaai op het eiland Etorofu. Op dezelfde dag landden onderdelen van het 87e infanteriekorps met torpedoboten, mijnenvegers en transportboten (vertrokken uit Otomari op Sachalin) op Kunashiri, Shikotan en de vijf kleinere eilanden Sibotzu, Taraku-Shima, Uri-Shima, Akiuri en Suiseto. De landingen op Etorofu werden gevolgd door de 355e infanteriedivisie die op de 24e op het kleinere eiland Uruppu landde. Op 26 augustus werd het Japanse garnizoen op Matsuwa ontwapend, een dag later werd Simushiro ingenomen. Op 31 augustus werd het garnizoen op Uruppu ontwapend. In de dagen erop werden alle overige eilanden van de Koerilen, inclusief de Chabomai-eilanden bezet door sojvettroepen.
Bij de strijd waren ongeveer 20.000 Japanse soldaten en officieren omgekomen. Over cijfers aan Russische zijde is weinig bekend. De overige 60.000 Japanse soldaten werden gevangengenomen en naar de Goelagkampen van Siberië gestuurd, zoals de Sevvostlag, waarvan een aantal nooit terugkeerden. In 1949 werden de overgebleven krijgsgevangenen overgedragen aan Japan. Bij de strijd werden verder 300 stuks wapentuig en mortieren en 60 tanks buitgemaakt door het sovjetleger. Negen mannen kregen de titel Held van de Sovjet-Unie wegens bewezen moed. De zuidelijke eilanden van de Koerilen worden nog altijd betwist door Japan en vormen het onderwerp van het Koerilenconflict tussen Rusland en Japan.